# Увиснал
„Увиснал“ (на английски: Hung) е драмедиен сериал идея на Дмитри Липкин и Колет Бърсън, чиято премиера е по HBO на 28 юни 2009 г. по, а главната роля се изпълнява от актьора Томас Джейн, който играе Рей Дрекър - треньор на гимназиален отбор по баскетбол и по неприятно стечение на обстоятелствата – жиголо.

## История
В „Увиснал“ се проследява историята на бившата спортна звезда Рей Дрекър. Той работи в гимназия в Детройт като напълно разорен учител по история и треньор на баскетболния отбор. Развежда се с жена си Джесика (в ролята Ан Хечи), не е в състояние да плаща ипотеката на фамилната си къща, която е почти унищожена от пожара, заради което децата му Деймън и Дарби (в ролите Чарли Сакстън и Сианоа Смит-Макфий) са принудени да живеят със свръх-амбициозната си майка. Сметките се трупат една след друга, а с нископлатената си работа Рей не може да направи нищо. Животът му се променя, когато посещава курс „Как се става милионер“. Там научава, че за да забогатее му е нужно „средство“, но единственото, с което може да се похвали Рей е огромното си мъжко достойство. Пенисът на Рей е 9 инча, което е 23 сантиметра. Опитвайки се да се задържи на ръба на финансовото оцеляване, да си върне децата, да поправи къщата си и да плати ипотеката, той решава да стане жиголо. За свой сводник назначава приятелката си Таня (в ролята Джейн Адамс). Рей се опитва да балансира между нормалния си живот на учител, треньор и баща, и тайния на непрофесиоанално жиголо, но не винаги се получава.

## Продукция
Пилотният епизод на сериала е заснет от Александър Пейн, който е изпълнителен процудент заедно с Липкин, Бърсън и Блупринт Ентъртеймънт. Томас Джейн за шума относно статуса му на нов секс символ в списание Мъжко здраве: „Имам 17 см ерекция. Това е малко повече от средното..."  Архив на оригинала от 2019-09-08 в Wayback Machine. . В интервю той обясни, че Рей и собственият му размер на пениса (Томас Джейн в Жребец) са идеален и примерен модел за мъже зрители: „Имах повече момчета, които погледна ми чатала, отколкото момичета. [...] Освен това, ако наистина искате да видите пениса ми, ще ви го покажа. Всъщност на моето парти някой каза: „Хей, дай да видим пениса ти“ и аз го извади."  . Шоуто беше подновено за последен сезон през есента на 2011 г. 
 Сериалът е представен на Сю Нейдъл през април 2008 г. Харесан е и това кара сценаристите веднага да напишат още 5 епизода, но накрая бройката им нараства до 10. Сериалът е анонсиран на 18 декември 2008 г. по HBO като черна комедия. Първия сезон се излъчва от 28 юни 2009 г. до 13 септември 2009 г. На 30 юни 2009 г. по HBO е обявен и вторият сезон, който ще се излъчи през лятото на 2010 г.
Началната мелодия е "I'll Be Your Man" на The Black Keys.

## Актьорски състав
- Томас Джейн – Рей Дрекър
- Джейн Адамс – Таня Скейгъл
- Ан Хейш – Джесика Хаксън
- Чарли Скастън – Деймън Дрекър
- Сианоа Смит-Макфий – Дарби Дрекър
- Еди Джеймисън – Рони Хаксън
- Ребека Крескоф – Ленор
- Натали Зий – Джема
- Джошуа Леонард – Пиърс